# Kerinci (Berg)

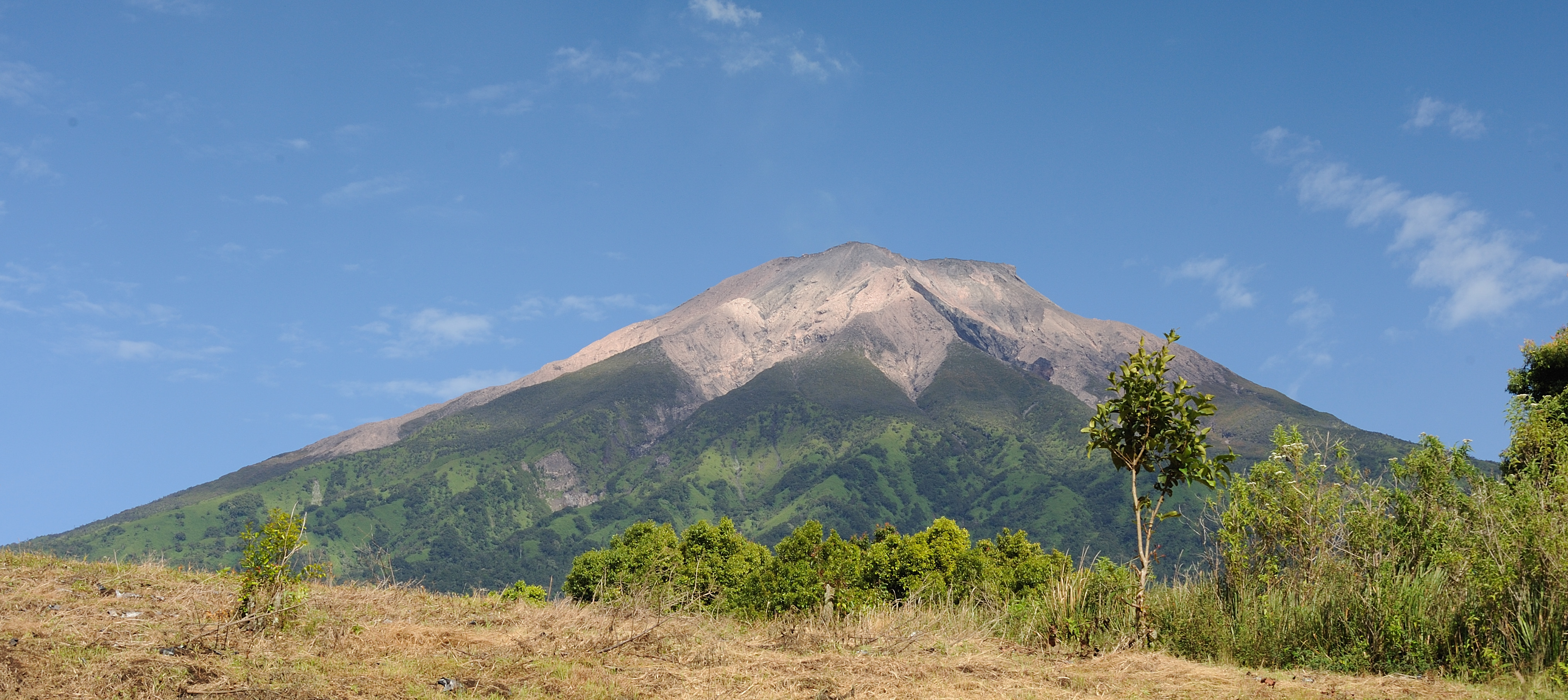
Mount Kerinci

Der Kerinci (indonesisch Gunung Kerinci, auch Kerinchi, veraltet Kerintji) ist ein aktiver Schichtvulkan in Indonesien und mit 3805 m die höchste Erhebung auf der Insel Sumatra.

## Lage und Klima
Der Kerinci liegt etwa 30 km vom Meer entfernt im Barisangebirge im Kerinchi-Seblat-Nationalpark auf der Grenze zwischen den Provinzen West-Sumatra und Jambi; wenige Kilometer entfernt befindet sich der Vulkan Tujuh mit einem eindrucksvollen Kratersee. Der untere Teil des Berges hat ein feuchtwarmes tropisches Klima; seine Gipfelzone ist oft kühl und windig.

## Ausbrüche
Seit dem Jahr 1838 sind etwa 20 leichtere Ausbrüche des Kerinci dokumentiert – die längste Eruption ereignete sich im Jahr 1990 und dauerte fast ein Jahr; die zweitlängste Eruption begann am 2. Juni 1968 und hielt 182 Tage an. Der letzte Asche-Ausbruch fand im Juni 2023 statt. 

## Besteigung
Der bis zu einer Höhe von etwa 3200 m von tropischem Regenwald bedeckte und danach felsige Kerinci ist touristisch nur wenig erschlossen; sein Gipfel ist oft wolkenverhangen. Für die Besteigung sind inklusive einer oft kalten Nacht im Zelt in ca. 3000 m Höhe und dem Rückweg zwei (je nach Kondition und Wetterlage auch drei) Tage einzukalkulieren. Man muss sich am Eingang des Nationalparks registrieren lassen und eine Eintrittsgebühr entrichten. Empfehlenswert ist die Buchung eines einheimischen Bergführers. Es gibt mehrere Ausgangspunkte für eine Besteigung; häufig wird das gut 10 km (Luftlinie) südlich des Gipfels gelegene Dorf Kersik Tuo empfohlen.